# رابعة بالا خاتون
بالا خاتون (توفيت في يناير 1324) ، هي زوجة السلطان العثماني عثمان الأول مؤسس الدولة العثمانية. وهي ابنة الشيخ إده بالي ووالدة الأمير علاء الدين باشا ابن عثمان غازي. يتم الخلط كثيرًا بينها وبين والدة أورخان باي "مال خاتون".

## أسماؤها
تُسمى ابنة الشيخ إده بالي بأسماء مختلفة في المصادر، فأحيانًا يُشار إليها باسم رابعة أو بالا، ويُلاحظ أنَّ بعض المُؤرخين جعل لِعُثمان زوجةً واحدةً فقط بأسماء مُختلفة، فأوروچ بن عادل قال إنَّ زوجة عُثمان تُدعى «رابعة» وجعلها ابنة الشيخ «إده بالي»، بينما قال عاشق باشا زاده أنها تُدعى «مال خاتون»، وهو الرأي السائد غالبًا، كما جعلها آخرون ابنة أحد الأُمراء ويُدعى «عمر عبد العزيز بك». ويعتبر بعض المُؤرخين أنَّ وُجود اسمين مُختلفين لامرأتين مفاده أنَّ عُثمان كان مُتزوجًا باثنتين على الأقل.

## زواجها من عثمان
أصبح إده بالي مرشدًا لعثمان الأول وأهداه سيف عثمان. بعد ذلك، تزوجت ابنة إديبالي من عثمان الأول. ونتيجة لهذا الزواج، أصبح جميع شيوخ الأحيان تحت السيطرة العثمانية. كان لهذا الزواج تأثير كبير على إنشاء وتطور إمارات الأناضول.
تظهر السجلات التاريخية أنه كنتيجة لهذا الزواج، حصلت ابنة إده بالي على ممتلكات، بما في ذلك قرية كوزاغاتش في منطقة بيلجيك، حيث يقع نزل الدراويش الخاص بوالدها. كان والدها الشيخ إده بالي زعيمًا دينيًا مؤثرًا في الأراضي العثمانية. كما أن أرطغرل غازي كان قد عهد إليه بتعليم وتربية ابنه السلطان عثمان الأول فكان المعلم والمرشد له طوال حياته.

## وفاتها
توفيت عام 1324 في بيلجيك. وعلى الرغم من أنها توفيت قبل زوجها عثمان، فقد دُفنت مع والدها في بيله جك. يُعد قبر بالا رابيا خاتون إلى جانب قبر والدتها إلديز خاتون معلمًا تاريخيًا شهيرًا يقع داخل مجمع قبر الشيخ إده بالي. بني هذا المجمع من قبل أورخان غازي وتم تجديده لاحقًا من قبل عبد الحميد الثاني.
- تلعب أوزجي تورير دور رابعة بالا خاتون في المسلسل التلفزيوني "المؤسس عثمان" الذي بدأ بثه على قناة أي تي في عام 2019.

## مزيد من القراءة
- Peirce, Leslie P., The Imperial Harem: Women and Sovereignty in the Ottoman Empire, Oxford University Press, 1993, (ردمك 0-19-508677-5) (paperback).
- Bahadıroğlu, Yavuz, "Resimli Osmanlı Tarihi, Nesil Yayınları" (Ottoman History with Illustrations, Nesil Publications), 15th Ed., 2009, (ردمك 978-975-269-299-2) (Hardcover).
- Alderson A. D. (1956). The Structure of the Ottoman Dynasty (PDF). Oxford: Clarendon Press.
- Imber C. (1993). The Legend of Osman Gazi. Crete University Press. ص. 67–76. {{استشهاد بكتاب}}: الوسيط غير المعروف |agency= تم تجاهله (مساعدة)
- İnalcık  H. (2007). Osman I (PDF). ج. 33. ص. 443–453.